# Катара
Катара (англ. Katara) — одна з головних героїв мультсеріалу «Аватар: Останній захисник».
Катара - юний і останній маг Води Південного Племені Води, сестра Сокки. Її мати була вбита людьми Вогню, а батько вирушив на війну, коли Катарі було 12 років. З того часу їй довелося взяти на себе багато відповідальності.
Вивчала основи магії Води сама. Знайшовши Аанга в айсберзі, вона відправилася з ним і своїм братом на Північний полюс, щоб навчитися Магії Води разом із Аватаром.
Там знаходить собі вчителя Пакко, який виявляється нареченим її бабусі (Пра-Пра). Дуже сильна особистість. Добра і милосердна, вона любить людей такими, якими вони є (з усім тим, ненавидить Народ Вогню, хоча не відмовляє в допомозі жителям Країни Вогню). 
У третьому сезоні зважується разом з Зуко знайти вбивцю своєї матері, але в неї не вистачає рішучості його вбити. 
На момент закінчення мультсеріалу — вона одна з найсильніших магів Води у світі. Володіє вищою Магією Води — Магією Крові (яка являє собою повне підпорядкування людини), але не хоче нею користуватися. Катара завжди допомагає людям, намагається розв'язувати їхні проблеми.
З самого початку підкорює серце Аанга і зрештою сама в нього закохується. Вважає своїм обов'язком допомогти Аангу відновити рівновагу у світі.

## Майбутнє Катари
У «Легенді про Корру» Катара вже похилого віку. Вона побудувала родину з Аангом, в неї народжуються старший син Бумі, названий на честь друга Аанга (він спочатку не був магом, проте в 3 книзі стає магом повітря), донька Кіа - маг води, отримала імʼя на честь матері, і молодший син Тензін, який володіє повітрям. Тензін одружується на Пемі, що народжує Катарі чотирьох онуків -  магів повітря: Дженору, Іккі, Міло і, пізніше, Рохана.
Вона навчила Корру магії води і зцілення, коли вона була маленькою, та допомагала протягом трьох років відновлювати травми після того, як Корру було отруєно у четвертому сезону.

## Вік Катари
У Легенди про Аанга йї 14 років
У Легенді про Кору першої книзі 85, у другій 86 і у четвертій 89.

## Цікаві факти
- Хама і Катара останні маги води  та маги крові з південного полюсу. У легенді про Аанга .
- У 7 серії 3 сезону посварилась з Тоф але потім помирились.
- Застосувала піт щоб врятуватися з Тоф з дерев'яної в'язниці
- Катара остання хто пробачила Зуко. До цього вона відносилась до нього погано.
- Катара двічі використовувала магію крові перший раз насильно протистояти Хамі яка катувала Соку і Аанга . Другий раз Коли шукали з Зукою вбивцю її матері
- Незважаючи на те що Азула сильніша за Катару їй вдалося її зупинити .
- Катара назвала доньку в честь її матері Кая .Та не передала намисто своєї матері доньці. Хоча у Каї теж є намисто але не відомо його походження.
- У неї і у персонажа Команди Аватара Мако схожа історія . Мами вбиті магом вогню , залишились речі : намисто і червоний шарф. Їх брати дужи веселі і кумедні.
- Катара та її брат бачили повний цикл аватарів:  Кіоши (Земля), Року(Вогонь), Аанг(повітря), Кора (Вода).
- Катара вчила двох Аватарів магії води .
- Катара єдина хто підтримав Кору займатись магією повітря, коли її син Тензін  був проти.
- Катара маг води яка відродила потомків магів повітря . Але  не змогла відроти потомків води хоча її Кая маг але не має дітей як у Тензіна . Так же у Бумі немає дітей але він став магом повітря у третьому сезоні.
- Міло не визнав свою  бабусю  Катару назвав її літньою жінкою . Джинора і Ікі ставили їй запитання про мати Зуко і Південний полюс.
- Пема була не дуже рада коли дізналася від Катари що Рохан буде магом повітря.
- Невідома доля її брата Соки і коли він помер.
- Катара дала Каї  фото де Катара і Аанг з дітьми Каяєю Бумі і Тензіном . На що вони були дуже щасливі згадати дитинство.
- Катара якось заспокоїла Кору, можливо через зв'язок Катари з Аангом їй це і вдалось.